# Sindicat Agrícola de Lilla
Sindicat Agrícola de Lilla és una obra de Montblanc (Conca de Barberà) inclosa a l'Inventari del Patrimoni Arquitectònic de Catalunya.

## Descripció
Bastits en els anys immediatament posteriors a la guerra civil. Es bastí seguint la tipologia dels edificis agrícoles-industrials de l'època de la Mancomunitat i de la República. D'estructura més simple, el sindicat de Lilla presenta una façana molt senzilla amb un coronament de regust noucentista.